# Ponta Ruiva

Ponta Ruiva é uma aldeia da freguesia dos Cedros, no concelho de Santa Cruz das Flores, localizada sobre uma alta falésia costeira a cerca de 5 km da povoação dos Cedros. Com uma arquitectura e estrutura urbana muito característica, similar à do núcleo histórico da vizinha Vila do Corvo, é um dos lugares mais isolados dos Açores. Tem uma Casa do Espírito Santo construída em 1861. Nas suas proximidades existe a Fajã da Ponta Ruiva.